# Janfried Döhler

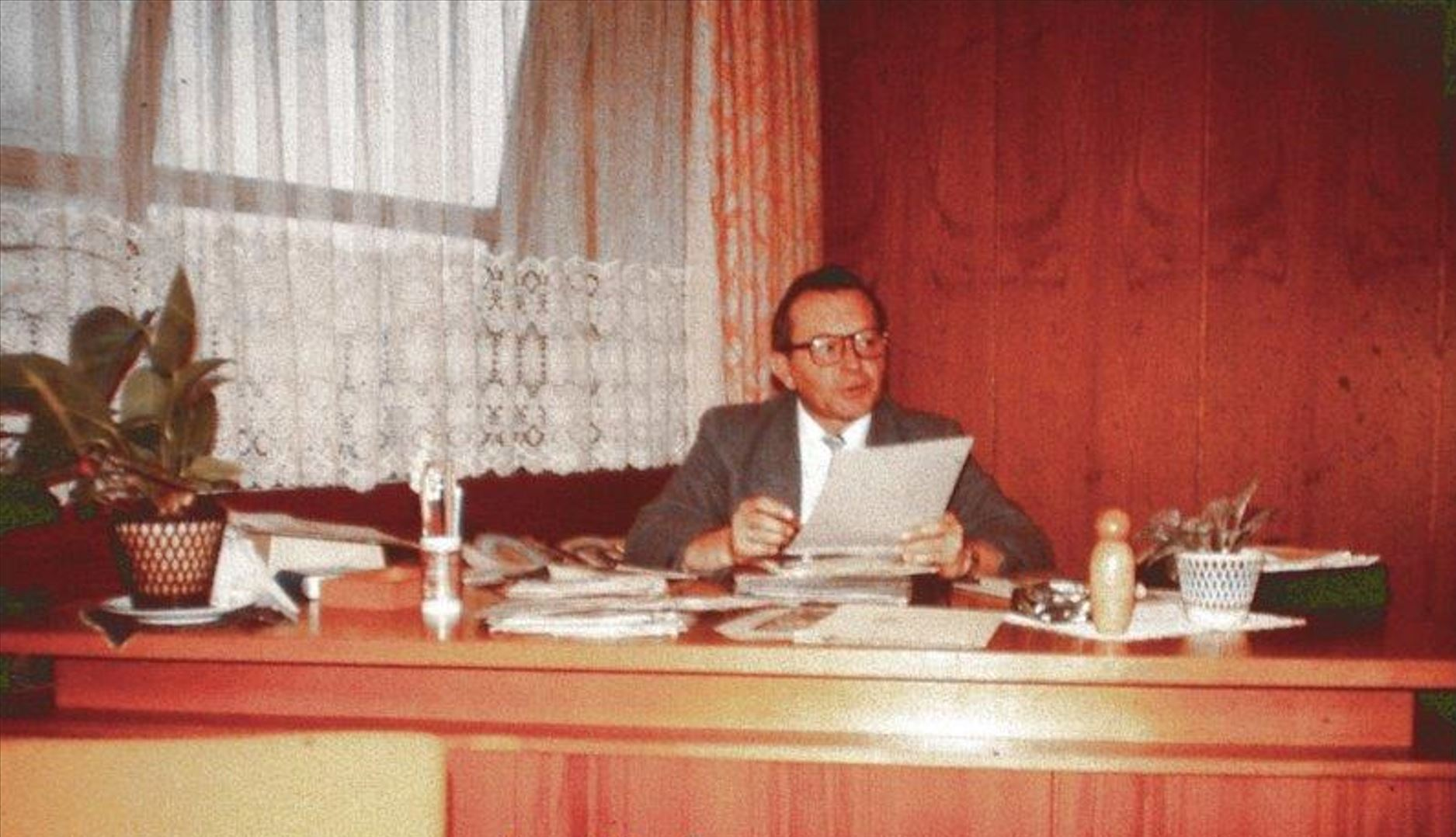
Janfried Döhler, 1982

Janfried Döhler (* 15. Juni 1936 in Plauen; † 12. Oktober 2024 ebenda) war ein deutscher Politiker (SED) und ab 23. November 1989 bis 15. Juni 1990 Oberbürgermeister der Stadt Plauen.

## Leben
Janfried Döhler besuchte bis 1950 die Dittesschule in Plauen, ging anschließend auf die Erweiterte Oberschule und machte 1954 Abitur. Bereits 1953 trat er der SED bei.
Ab 1957 studierte er in Leipzig Deutsch und Geschichte auf Lehramt und arbeitete anschließend in der Diesterweg Oberschule in Plauen. Im Juni 1968 wurde er Plauener Stadtschulrat.
Von 1978 bis 1980 war Döhler 2. Botschaftssekretär in der Botschaft der Deutschen Demokratischen Republik in Bern.
Von 2. Januar 1980 bis 22. November 1989 war er 1. Stellvertretender Oberbürgermeister der Stadt Plauen. In dieser Position übernahm er das Amt des Oberbürgermeisters von Norbert Martin nach dessen Rücktritt bis zu den Kommunalwahlen im Mai 1990.
1955 heiratete er Gerda geb. Fiedler, mit der er drei Kinder hatte.